# Демидов, Алексей Никитич
Алексей Никитич Демидов (1729—1786) — российский промышленник, заводовладелец из рода Демидовых. Младший сын Никиты Никитича Демидова, хозяин Брынского имения.

## Биография
В 1758 году Н. Н. Демидов, «чувствуя престарелые свои лета», поделил имущество между четырьмя сыновьями (пятый, Василий, к тому времени умер). После жеребьевки младшему сыну Алексею досталась Шайтанская часть.
Сыновья не удовлетворились жеребьевкой и, с согласия отца, произвели обмен между собой. В итоге Алексей Никитич довольствовался частью, включавшей Брынский, Есенковский и Выровский молотовые заводы и парусно-полотняную мануфактуру в с. Брынь в  Мещовском уезде.
Ему также отходило 1445 душ крестьян мужского пола: в Калужском уезде сёла Ромоданово, Покровское, Рожествено, Чижовка, Никольское тож; деревни Сикиотова, Пучкова, Еловка, Шопина, Боровая, Верховая, Квань; в Мещовском уезде — Брынь (Толстошеево), Хотисино, Есенокский завод.
Сразу после смерти отца Алексей Никитич обратился в Берг-коллегию с прошением от 14 января 1759 года, где писал, что «без домен ему для выплавки в употребление на помянутые молотовые заводы чугуна пробыть никак не возможно». Он просил разрешения на Выровском заводе построить две домны. Берг-коллегия ответила согласием.
Строительство домен едва завершилось, как 31 октября 1761 года вышел новый указ Сената о закрытии подмосковных предприятий, куда попадал и Выровский завод.
Указ нанес хозяйству Алексея Никитича непоправимый ущерб: его домны успели поработать всего три месяца. Заводовладелец к этому времени успел заготовить огромное количество сырья — руды, извести, угля. Он обратился в Берг-коллегию с просьбой о предоставлении ему времени для переработки заготовленных впрок материалов. Ему дали годичный срок, начиная с 23 января 1762 года. За это время не все материалы удалось израсходовать: запасов оставалось ещё на два года. Операция по закрытию Выровского завода и переводу сырья и рабочей силы на другие предприятия принесла, по подсчетам А. Н. Демидова, убыток в сумме 50 тыс. рублей.
Не помог и указ Берг-коллегии от 18 сентября 1768 года, разрешивший восстановить домны Выровского завода. Даже льгота — освобождение от уплаты десятины на 10 лет — не компенсировала понесенных убытков. Хозяйство Алексея Демидова пришло в полный упадок. В 1778 году его заводы числились в списке не действующих. Средств на их запуск не было.
Тогда Алексей Никитич решил поправить положение сторонними капиталами. В 1780 году он принял в компанию калужского купца Илью Назаровича Коробова. 30 августа между ними был подписан контракт на 10 лет. Пай Коробова составлял 16 100 рублей, из которых 6100 рублей он вносил векселями Алексея Никитича. По расчетам компаньонов, 10 000 рублей наличными, внесенных Коробовым, могли обеспечить пуск и работу завода в течение двух лет. Последующий взнос в той же сумме (16 100 рублей) должен был сделать в 1782 году А. Н. Демидов.
Компания оказалась недолговечной, разлад между компаньонами начался сразу же после пуска Есенковского и Брынского заводов. Демидов забирал себе всю продукцию, а в наступивший срок уплаты своего взноса отказался это сделать. У него не было на это средств, а все деньги, вырученные от продажи сёл и деревень в Калужском уезде, пошли на уплату долгов.
Коробов подал в Сенат жалобу на компаньона. Началась многолетняя тяжба, в разгар которой Алексей Демидов умер.
Детей у него не было, и всё обремененное долгами имущество отошло в казну. В 1800 году Брынский и Есенковский заводы были переданы купцу И. Н. Коробову в погашение денег, которые ему задолжал А. Н. Демидов. В 1818 году они перешли к Петру Евдокимовичу Демидову — племяннику Алексея Никитича. Тот в 1819 году продал Брынский завод Екатерине Алексеевне Рябининой — жене дсс А. М. Рябинина.